# Agrias reevesi
Agrias reevesi är en fjärilsart som beskrevs av Peter William Michael 1926. Agrias reevesi ingår i släktet Agrias och familjen praktfjärilar. Inga underarter finns listade i Catalogue of Life.